# Juan de Alarcón
Juan de Alarcón (Alarcón, Cuenca h. 1395 - ¿?, 1451) fue un escritor español.
Fue de familia noble y perteneció a la Orden de San Agustín. Viajó por Italia y mantuvo contactos con la corte literaria de Juan II de Castilla, iniciando una amistad con Álvaro de Luna, a quien dedicó su Libro del regimiento de señores, un manual para la educación de príncipes que aúna enseñanzas espirituales, consejos para el uso de la autoridad y normas de gobierno.
- Datos: Q5952971